# WWE Survivor Series (2017)
WWE Survivor Series 2017 war eine Wrestling-Veranstaltung der WWE, die als Pay-per-View und auf dem WWE Network ausgestrahlt wurde. Sie fand am 19. November 2017 im Toyota Center in Houston, Texas statt. Es war die 31. Austragung der Survivor Series seit 1987.

## Hintergrund
Siehe auch: Storyline (Wrestling)
Das Event beinhaltet Matches mit vorbestimmten Ergebnissen, welche aus den Storylines der Wochenshows der WWE (Monday Night RAW, SmackDown Live, 205 Live) hervorgehen. Das Event basierte auf dem Thema „RAW vs. SmackDown“, das heißt die Matches waren darauf ausgelegt einen fiktiven Konflikt zwischen den beiden Haupt-Brands WWE RAW und WWE Smackdown Live auszutragen. Dementsprechend basierten die Showkämpfe hauptsächlich darauf, einen RAW-Champion gegen einen SmackDown-Champion zu stellen.
Auch gab es zwei 5-on-5 Traditional Survivor Series Elimination Matches, in denen 5 RAW-Superstars gegen 5 SmackDown-Superstars antreten.

## Vorbereitung
Um die Spannung auf das Event zu erhöhen fanden, angestachelt von den jeweiligen sogenannten „General Managern“ und „Commissionern“ der beiden Fernsehsendungen gegenseitige Übergriffe statt. So wollte Kurt Angle in WWE Raw am 23. Oktober sein team für die Survivor Series vorstellen, als Wrestler des Smackdown-Rosters unter Führung von Shane McMahon die Wrestler von Raw angriffen. Zusätzlich gab es im Raw-Roster eine Rivalität zwischen Angle und Stephanie McMahon.
Am 7. November, also nur zwei Wochen vor der Großveranstaltung gewann AJ Styles überraschend in einer SmackDown-Episode die WWE Championship von Jinder Mahal, um so bei Survivor Series gegen Brock Lesnar antreten zu können. Dieser zug war von vielen Fans erwartet worden, die Mahal als Champion ablehnten, weil sie dachten, das er zu früh einen Push erhalten habe. Im Gegensatz dazu gilt AJ Styles als einer der beliebtesten Wrestler derzeit, der auch international Renommee besitzt.
Am 14. November, also ebenfalls kurz vor dem Event, wechselte auch die WWE SmackDown Women’s Championship von Natalya zu Charlotte Flair, die damit gegen Alexa Bliss antreten durfte.

## Ausstrahlung
Die Veranstaltung fand am 19. November 2017 im Toyota Center von Houston, Texas statt. Nach offiziellen WWE-Angaben wurde die Veranstaltung von 14.478 Besuchern verfolgt. Bei einem durchschnittlichen Eintrittspreis von 208 US-Dollar erwirtschaftete die Veranstaltung 3.011.424 US-Dollar. Am Tag vorher fand die WWE-NXT-Veranstaltung NXT TakeOver: WarGames an gleicher Stelle statt.
Die Veranstaltung wurde sowohl als Pay-Per-View ausgestrahlt. Außerdem war sie auf dem WWE Network zu sehen. Ein Team aus insgesamt fünf Kommentatoren moderierte die englischsprachige Ausstrahlung. Für Raw waren dies Michael Cole und Booker T, für SmackDown Tom Phillips und Byron Saxton. Als Bindeglied fungierte Corey Graves, der bei beiden Rostern aktiv ist. Die Pre-Show wurde von Renee Young, Jerry Lawler, Peter Rosenberg und Shawn Michaels moderiert. Bei der Pre-Show kümmerten sich außerdem Nigel McGuinness und Vic Joseph um das Cruiserweight Title Match.
In Deutschland wurde die Survivor Series auf dem Pay-TV-Sender Sky Deutschland ausgestrahlt. Deutsche Moderatoren waren Carsten Schaefer, Tim Haber und Calvin Knie. Die DVD erschien in Deutschland am 26. Januar 2018 über Edel.

## Ergebnisse
| Matchart                                                             | Gewinner                                                                | Verlierer                                                                               | Zeit  |
| -------------------------------------------------------------------- | ----------------------------------------------------------------------- | --------------------------------------------------------------------------------------- | ----- |
| Singles Match (Pre-Show-Match)                                       | Elias                                                                   | Matt Hardy                                                                              | 9:15  |
| Singles Match um die WWE Cruiserweight Championship (Pre-Show-Match) | Enzo Amore (c)                                                          | Kalisto                                                                                 | 08:43 |
| Tag-Team-Match (Pre-Show-Match)                                      | Kevin Owens & Sami Zayn                                                 | Breezango (Tyler Breeze & Fandango)                                                     | 08:31 |
| Sechs-Mann-Tag-Team-Match                                            | The Shield (Roman Reigns, Dean Ambrose & Seth Rollins)                  | The New Day (Big E, Kofi Kingston & Xavier Woods)                                       | 21:04 |
| Survivor-Series-Match                                                | Team RAW (Alicia Fox, Nia Jax, Asuka, Sasha Banks & Bayley)             | Team SmackDown (Becky Lynch, Naomi, Carmella, Natalya & Tamina (mit Lana))              | 18:25 |
| Singles-Match Champion vs. Champion                                  | Baron Corbin                                                            | The Miz (mit Curtis Axel & Bo Dallas)                                                   | 09:24 |
| Tag-Team-Match Champions vs. Champions                               | The Usos (Jey & Jimmy Uso)                                              | The Bar (Cesaro & Sheamus)                                                              | 15:53 |
| Singles-Match Champion vs. Champion                                  | Charlotte Flair                                                         | Alexa Bliss                                                                             | 15:42 |
| Singles-Match Champion vs. Champion                                  | Brock Lesnar                                                            | AJ Styles                                                                               | 15:15 |
| Survivor-Series-Match                                                | Team RAW (Kurt Angle, Triple H, Braun Strowman, Samoa Joe & Finn Bálor) | Team SmackDown (Shane McMahon, Randy Orton, Bobby Roode, Shinsuke Nakamura & John Cena) | 33:21 |

Damit gewann WWE Raw mit einem Endstand von 4:3 die Auseinandersetzung.

## Besonderheiten
Mit Kurt Angle, Shane McMahon, Triple H und John Cena waren vier von 10 Wrestlern im Main Event der Veranstaltung eigentlich nicht mehr aktiv und erfüllen normalerweise repräsentative Aufgaben für die WWE. Dagegen hatte Kurt Angle bereits bei der vorigen Veranstaltung WWE TLC seine Rückkehr in den Ring gefeiert, nachdem er jahrelang verletzungsbedingt ausfiel.
Im Main Event griffen Kevin Owens und Sami Zayn ein, die in der Folge eine Fehde mit Shane McMahon hatten, für die bei diesem PPV die Weichen gestellt wurden. Das Ende des Survivor-Series-Match war seltsam, da sich Triple H gegen den eigenen Teampartner Kurt Angle wandte, dann aber Shane McMahon besiegte und zusammen mit Strowman das Match gewann. Am Ende gab es dann noch eine Konfrontation zwischen den beiden Gewinnern. Der Ausgang wurde auch von großen Teilen der Presse kritisiert, insbesondere da sich die McMahons in den Vordergrund drängten.

## Rezeption
Christian Bruns vom deutschen Magazin Power-Wrestling zog ein zwiegespaltenes Fazit:

„Tatsächlich wirkte der Ablauf des Main Events aber völlig absurd. Teilzeit-Wrestler und Alt-Stars bestimmten neben Strowman das Geschehen. (...) Eine bis dahin ziemlich ordentliche Survivor Series wurde leider mit dem Hauptkampf abgewertet. Außertdem interessierte sich spätestens am nächsten Abend niemand für diesen künstlichen Wettkampf. (...) Irgendwie hätte man es dann einfach gleich lassen können.“

Maurice Kneisel von Spox.com kam zu einem positiveren Fazit, wenn er auch den Main-Event ähnlich sah:

„Unter dem Strich steht ein unterhaltsamer Big-4-PPV, der sich nach vielen schwachen Jahren zum zweiten Mal in Folge wieder relevant anfühlte. Es gab zwar nur wenige Überraschungen, dennoch war die Show spannend und die Survivor Series gewinnen durch das Brand Wars-Theme enorm, da sie dadurch endlich wieder hervorstechen. Einziges Manko bleibt, dass man nur wenige Storylines vorantreiben konnte. Diese Arbeit fällt nun den Wochenshows zu, die knapp zwei Monate vor dem Start auf die Road to WrestleMania dringend abliefern müssen.“

Neil Docking vom Daily Mirror fand den Main-Event eigentlich gut, kritisierte aber auch das seltsame Ende, das auch von den Fans in der Halle nicht besonders gefeiert wurde, und  bezeichnete die Veranstaltung alles in allem als gelungen.